# Michel Thauvin
Pour les articles homonymes, voir Thauvin.
Michel Thauvin, né le 12 novembre 1943, est un homme politique français.

## Biographie
Michel Thauvin est élu en 1988 député suppléant de Michel Sapin dans la 4e circonscription des Hauts-de-Seine qui regroupe les communes de Nanterre et de Suresnes. Michel Sapin est élu député au second tour avec 54,98% des voix. 
En 1991, Michel Sapin est nommé ministre délégué auprès du ministre de la Justice dans le gouvernement Édith Cresson. Michel Thauvin le remplace alors à l'Assemblée nationale jusqu'à la fin de la mandature en 1993. La circonscription basculant à droite en 1993, Michel Thauvin ne retrouve pas son siège de député.
Il préside de l'association " Les amis de Pierre Mauroy".

## Détail des fonctions et des mandats
- 17 juin 1991 - 1er avril 1993 : Député de la 4e circonscription des Hauts-de-Seine